# Max Mata
Max Mata, né le 10 juillet 2000 à Auckland, est un footballeur international néo-zélandais qui évolue au poste d'attaquant au Shrewsbury Town.

## Biographie
Né en Nouvelle-Zélande, la famille de Mata est d'origine maori et cookienne.

### En club
Grand espoir du football néo-zélandais, il est notamment le lauréat, avec Sarpreet Singh, de la bourse créée par l'international Winston Reid qui évolue à West Ham, lui ayant permis d'être formé dans l'académie des Wellington Phoenix.
Faisant ses débuts à 15 ans avec le club des Wellington Phoenix en Championnat de Nouvelle-Zélande, il devient le premier joueur né en 2000 à évoluer dans un championnat professionnel.
En 2019, il signe avec le club suisse du Grasshopper Zurich, où a notamment joué la légende du football néo-zélandais Wynton Rufer ainsi que le sélectionneur de l'équipe nationale Fritz Schmid (en),.
Lors de la saison 2019-2020, il est prêté au Nõmme Kalju, les champions en titre estoniens, avec qui il fait ses débuts le 24 juillet 2019, lors d'un match contre le Celtic au deuxième tour des qualifications pour la Ligue des Champions.
Mais de retour en Suisse, Mata ne parvient pas à intégrer l'équipe première et quitte le club en décembre 2020, signant gratuitement pour l'équipe de deuxième division américaine des Real Monarchs, l'équipe réserve du Real Salt Lake.
Le 3 août 2023, il rejoint Shrewsbury Town.

### En sélection
International avec les jeunes de la sélection néo-zélandaise, il participe notamment avec celle-ci à la Coupe du monde moins de 20 ans 2019.
Il fait ses débuts en équipe senior le 17 novembre 2019 contre la Lituanie, où il entre en jeu à la 62e minute alors que son équipe est déjà menée 1-0 (score final), en remplacement de Elliot Collier (en).